# Victoria Foe
 Victoria Elizabeth Foe (nacida en 1945) es una bióloga del desarrollo estadounidense y profesora de investigación en el Centro de Dinámica Celular de la Universidad de Washington .  Es conocida por su trabajo sobre el desarrollo de embriones.

## Temprana edad y educación
Cuando era niño, Foe se movía mucho y vivía en Estados Unidos, México e Inglaterra.  Foe tiene una licenciatura de la Universidad de Texas en Austin (1966).  Luego obtuvo un doctorado. de la Universidad de Texas en Austin, donde comenzó a trabajar con Hugh Forrest  y luego terminó en la Universidad de Washington, donde estudió con Charles Laird.  Su trabajo postdoctoral fue con Bruce Alberts en la Universidad de California en San Francisco.  Foe se unió al departamento de zoología de la Universidad de Washington en 1991.  Foe es miembro fundador del Centro de Dinámica Celular de los Laboratorios Friday Harbor, dentro de la Universidad de Washington .  No ha enseñado ni ha seguido el camino tradicional de orientar a jóvenes científicos, porque no quiere verse atrapada en deberes administrativos como profesora. Tampoco ha dejado que técnicos o estudiantes trabajen para ella en investigaciones.  A partir de 2021, Foe es profesor emérito de la Universidad de Washington. 

## Investigación
Foe trabaja con ranas, mosquitos, moscas de la fruta y peces para examinar el crecimiento y los patrones de los embriones. Ella describe su trabajo como en gran medida observacional, pero utiliza técnicas científicas recientes para explorar sus observaciones del mundo natural.  Su trabajo sobre Drosophila fue apoyado por una subvención independiente de los Institutos Nacionales de Salud .  Foe es conocida por su investigación que define cómo los grupos de células en los embriones se dividen a diferentes velocidades y, por lo tanto, se desarrollan en diferentes partes del cuerpo.  También ha trabajado en la formación de surcos durante el desarrollo de las células, tanto a través de observaciones visuales  como de investigación con modelos. 

## Publicaciones Seleccionadas
- Foe, V.E.; Alberts, B.M. (1 de mayo de 1983). «Studies of nuclear and cytoplasmic behaviour during the five mitotic cycles that precede gastrulation in Drosophila embryogenesis». Journal of Cell Science 61 (1): 31-70. ISSN 0021-9533. PMID 6411748. doi:10.1242/jcs.61.1.31.
- Foe, V.E. (1 de septiembre de 1989). «Mitotic domains reveal early commitment of cells in Drosophila embryos». Development 107 (1): 1-22. ISSN 0950-1991. PMID 2516798. doi:10.1242/dev.107.1.1.
- Foe, Victoria E.; von Dassow, George (27 de octubre de 2008). «Stable and dynamic microtubules coordinately shape the myosin activation zone during cytokinetic furrow formation». Journal of Cell Biology 183 (3): 457-470. ISSN 0021-9525. PMC 2575787. PMID 18955555. doi:10.1083/jcb.200807128.
- Foe, Victoria E.; Wilkinson, Linda E.; Laird, Charles D. (1 de septiembre de 1976). «Comparative organization of active transcription units in Oncopeltus fasciatus». Cell (en inglés) 9 (1): 131-146. ISSN 0092-8674. PMID 975237. doi:10.1016/0092-8674(76)90059-3.

## Premios
En 1990, Foe fue nombrado miembro del Guggenheim.  En 1993, a la edad de 34 años, Foe ganó una Beca McArthur Genius por su trabajo en biología celular y del desarrollo. 

## Activismo
Foe es un activista y científico. Estuvo involucrada en el movimiento de mujeres, el movimiento contra la guerra de Vietnam y el movimiento contra la guerra del Golfo Pérsico.  Como estudiante de la Universidad de Texas en 1968, trabajó para conectar a los estudiantes con médicos dispuestos a recetar anticonceptivos a los estudiantes  y realizar abortos.  Se tomó un descanso de sus estudios en la Universidad de Texas en Austin para ocupar un puesto como asistente política. Mientras actuaba como ayuda política, ayudó a revocar la legislación antiaborto en el estado de Texas. Estaba casada con Michael Dennis, un neurofisiólogo . Más tarde se divorciaron. 